# Francesc-Marc Álvaro i Vidal
Francesc-Marc Álvaro i Vidal (Vilanova i la Geltrú, 1967) és un periodista i assagista català. El juny de 2023 es va fer públic que aniria 3r a les llistes d'Esquerra Republicana a les eleccions generals espanyoles de 2023, com a independent.

## Biografia
Francesc-Marc Álvaro es va llicenciar en Ciències de la Informació per la Universitat Autònoma de Barcelona, tot i que abans ja s'havia iniciat en la tasca com a periodista, publicant articles al Diari de Vilanova, entre altres publicacions. Va treballar en el diari Avui i com a cronista d'El Mundo de Catalunya. Per la seva tasca com a periodista, ha obtingut el Premi Nacional de Periodisme (1994), el Premi Recull, el Premi Serra i Moret i el Premi Ibáñez Escofet. Col·labora amb diferents mitjans de comunicació com el diari La Vanguardia, les revistes El Temps i Serra d'Or, la revista digital Esguard, i les ràdios Catalunya Ràdio, Ràdio Barcelona, RAC1 i Ràdio 4. A més, és professor a la Facultat de Ciències de la Comunicació Blanquerna de la Universitat Ramon Llull. Des de juliol de 2022 és el cap de redacció de la revista Serra d'Or.

## Obra
- Què pensa Pasqual Maragall (1998)
- Per què no engeguem la política? (1999)
- Ara sí que toca! Jordi Pujol, el pujolisme i els successors (2003)
- Una política sense país (2005)
- Els assassins de Franco (2005)[6]
- Entre mentida i l'oblit (2012)
- Ara sí que toca! El pujolisme, el procés sobiranista i el cas Pujol (2014)
- Per què hem guanyat (Comanegra, 2015)
- Assaig general d'una revolta (Pòrtic, 2019)